# Агайры (приток Ороктоя)
Агайры — река в Чемальском районе Республики Алтай. Устье реки находится в 8 км по левому берегу реки Ороктой. Длина реки составляет 6 км.
Высота устья — 850 м над уровнем моря. Высота истока — 1400 м над уровнем моря.
Вдоль реки проходит просёлочная дорога от села Ороктой к маральнику и ЛЭП от села Шебалино. На правом борту долины, в логе Кульдюк, располагается Ороктойская ледяная пещера.